# 最上壽之

「モクモク・ワクワク・ヨコハマ・ヨーヨー」（横浜市西区みなとみらい）
ステンレス製の巨大彫刻、もくもくと沸く雲をイメージしている。

最上 壽之（もがみ ひさゆき、1936年3月3日 - 2018年10月2日）は、日本の彫刻家。武蔵野美術大学名誉教授。

## 来歴
神奈川県横須賀市に生まれる。1960年東京芸術大学彫刻科卒。在学中は石井鶴三に師事した。1981年に武蔵野美術大学の教授となり、2005年に定年退職、名誉教授となった。
1992年に横須賀市平和都市モニュメントを制作。木を媒介とした抽象的な作風が特徴とされる。
2018年10月2日、心不全のため死去。

## 受賞
- 1968年 第4回長岡現代美術館賞展[要出典]
- 1973年 第1回〜第3回まで連続して箱根 彫刻の森美術館大賞受賞[要出典]
- 1975年 第4回平櫛田中賞[3][7]
- 1976年 第5回神戸須磨離宮公園現代彫刻展 兵庫県立近代美術館賞[3]
- 1977年 第7回現代日本彫刻展 毎日新聞社賞[3]
- 1979年 第8回現代日本彫刻展 東京都美術館賞[3]
- 1980年 第7回神戸須磨離宮公園現代彫刻展 朝日新聞社賞[3]
- 1981年 第12回中原悌二郎賞優秀賞[3][7]
- 1983年  第10回現代日本彫刻展 土方定一記念特別賞[3]（第12回、第15回でも同賞受賞）
- 1984年 第12回長野市野外彫刻賞[要出典]
- 1986年 みなとみらい21彫刻展優秀賞[3]
- 1990年 第12回神戸須磨離宮公園現代彫刻展 優秀賞[3]
- 1994年 第14回神戸須磨離宮公園現代彫刻展 佳作賞[3]
- 2001年 紫綬褒章[3][8]
- 2009年 旭日小綬章[9]

## 代表作品
- 「笑、笑、笑、笑」（1963年制作、いわき市立美術館）[10][11]

## 主な彫刻作品の設置場所
- 「イキハ・ヨイヨイ・カエリハ・コワイ」（1976年） - 兵庫県立美術館 原田の森ギャラリー屋外（兵庫県神戸市灘区原田通3）
- 「イッテ・ミヨウヨ・アノヨマデ」（1977年） - 山口県宇部市・ときわ公園東・梅園付近[12]
- 「ポカポカオヒサマテルホドニ」（1983年） - 山口県宇部市・宇部駅前[13]
- 「モクモク・ワクワク・ヨコハマ・ヨーヨー」（1994年） - 横浜みなとみらい地区・ヨーヨー広場（ランドマークプラザとクイーンズスクエアの中間地点）
- 「ウレシクテ アノヨト コノヨヲ イキキスル」(1990年)　- 札幌芸術の森美術館